# 龙州细子龙
龙州细子龙（学名：Amesiodendron integrifoliolatum）为无患子科细子龙属下的一个种。

## 扩展阅读
- 維基物種上的相關：龙州细子龙